# John Woodruff
John Youie Woodruff (Connellsville, 5 luglio 1915 – Fountain Hills, 30 ottobre 2007) è stato un mezzofondista statunitense, specializzato negli 800 metri piani, disciplina di cui è stato campione olimpico a Berlino 1936.

## Palmarès
| Anno | Manifestazione  | Sede    | Evento      | Risultato | Prestazione | Note |
| ---- | --------------- | ------- | ----------- | --------- | ----------- | ---- |
| 1936 | Giochi olimpici | Berlino | 800 m piani | Oro       | 1'52"9      |      |